# Dobronice u Chýnova (przystanek kolejowy)
Dobronice u Chýnova – przystanek kolejowy w miejscowości Dobronice u Chýnova, w kraju południowoczeskim, w Czechach. Położony jest na linii Tábor - Horní Cerekev. Znajduje się na wysokości 455 m n.p.m.
Na stacji nie ma możliwości zakupu biletów, a obsługa podróżnych odbywa się w pociągu.

## Linie kolejowe
- 224 Tábor - Horní Cerekev